# Crossidium seriatum
Crossidium seriatum är en bladmossart som beskrevs av H. Crum och Steere 1959,. Crossidium seriatum ingår i släktet Crossidium och familjen Pottiaceae. Inga underarter finns listade i Catalogue of Life.